# Polskie Towarzystwo Bibliologiczne
Polskie Towarzystwo Bibliologiczne (PTB)  – ogólnopolskie towarzystwo naukowe, które działa od 1989 roku. Skupia bibliologów, bibliotekoznawców, pracowników bibliotek, wydawców oraz księgarzy. Celem Towarzystwa jest integracja środowisk, których praca zawodowa oscyluje wokół tematów związanych z książką i czytelnictwem, a także rozwijanie i upowszechnianie badań naukowych, których tematem jest książka.
PTB dzieli się na: Zarząd Główny w Warszawie oraz oddziały terenowe w Warszawie i we Wrocławiu.

## Oddział we Wrocławiu
Siedziba PTB Oddziału Wrocławskiego mieści się przy Placu Uniwersyteckim 9/13 we Wrocławiu (w budynku Instytutu Nauk o Informacji i Mediach Uniwersytetu Wrocławskiego). Podstawę działalności Oddziałów PTB reguluje rozdział piąty Statutu Polskiego Towarzystwa Bibliologicznego (paragrafy 36–47).
Oddział Wrocławski PTB powstał w 1989 roku. Jego pierwszym prezesem był Józef Szczepaniec (1989–1994). Jego następczynią została Kazimiera Maleczyńska (1994–1998). W kolejnych latach funkcję prezesa pełnili kolejno: Maria Pidłypczak-Majerowicz (1998–2003), Julian Fercz (2003–2007), Bogumiła Staniów (2007–2010), Renata Aleksandrowicz (2011–2014), Małgorzata Korczyńska-Derkacz (2015–2019), Marek Dubiński (2019–2021), p.o. Prezesa Halina Rusińska-Giertych (2021–2022). Od 8 kwietnia 2022 roku funkcję prezesa sprawuje Magdalena Lamperska (2022–2026).